# Ressano Garcia
Ressano Garcia is een plaats in de Mozambikaanse provincie Maputo in het district Moamba. De plaats ligt aan de grens met Zuid-Afrika. Aan de andere zijde van de grens ligt Komatipoort. De plaats is vernoemd naar de Portugese ingenieur en politicus Frederico Ressano Garcia. Ten noorden van Ressano Garcia stroomt de Komati. 

## Infrastructuur
Ressano Garcia ligt aan de autoweg EN4, die Zuid-Afrika verbindt met Maputo. Ook heeft Ressano Garcia een station aan de spoorlijn Pretoria - Maputo. Ressano Garcia is de grensplaats voor zowel de weg als de spoorlijn.
In 2014 is een gascentrale in bedrijf genomen. De centrale is gezamenlijk eigendom van Electricidade de Moçambique en SASOL. De centrale ontvangt gas via pijpleidingen uit de Temane en Pande-gasvelden in het oosten van Mozambique en heeft een productiecapaciteit van 175 MW.

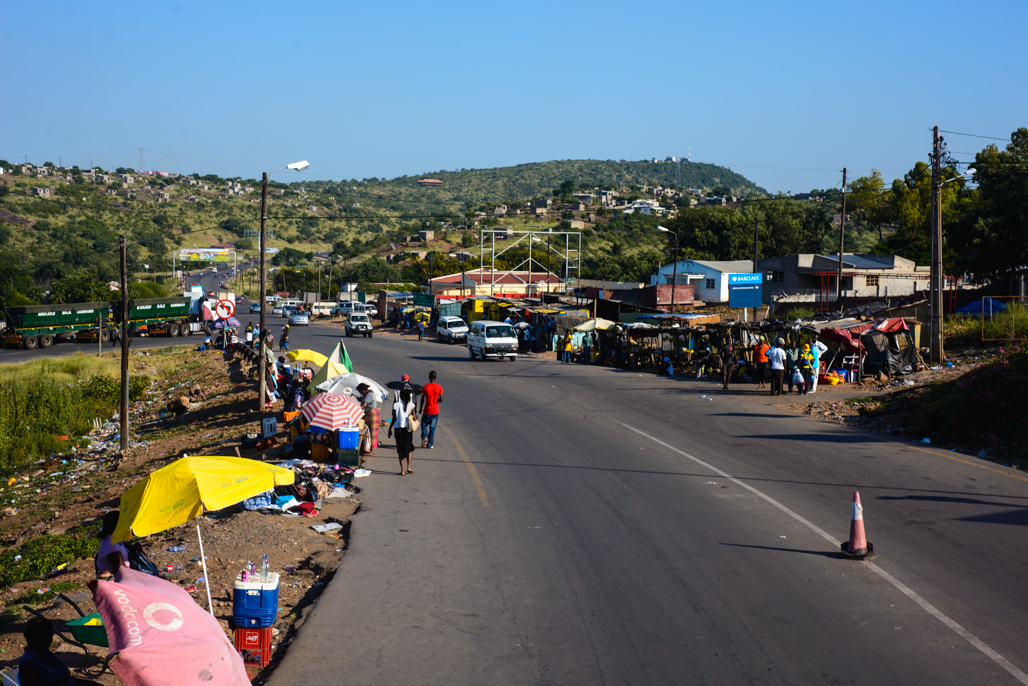
Zicht op Ressano Garcia, direct na de grensovergang